# Hanny Stüber
Johanna Cecilie „Hanny“ Stüber (* 20. Juli 1870 in Elberfeld; † 21. Mai 1955 in Dalheim-Rödgen) war eine deutsche Landschaftsmalerin der Düsseldorfer Schule, Kunstlehrerin und Frauenrechtlerin.

## Leben
Stüber studierte an der Königlichen Kunstschule in Berlin, in München und Düsseldorf und war Privatschülerin („Meisterschülerin“) des Düsseldorfer Landschaftsmalers Christian Kröner. Zur künstlerischen Weiterbildung bereiste sie Paris. Bis etwa 1940 lebte sie in Düsseldorf, wo sie zu den Mitgliedern des Rheinischen Frauenklubs und zu den Gründerinnen des Vereins Düsseldorfer Künstlerinnen gehörte. Ferner engagierte sie sich in der Frauenstimmrechtsbewegung in Deutschland. Zusammen mit Else Neumüller betrieb sie in Düsseldorf von 1899 bis 1932 eine Malschule für Mädchen und Damen. Nach dem Krieg fand Stüber im „Mal-Heim“ der Gemeinde Dalheim-Rödgen – damals zu Arsbeck gehörend – eine neue Wirkungsstätte.